# 香港消防處總部大樓

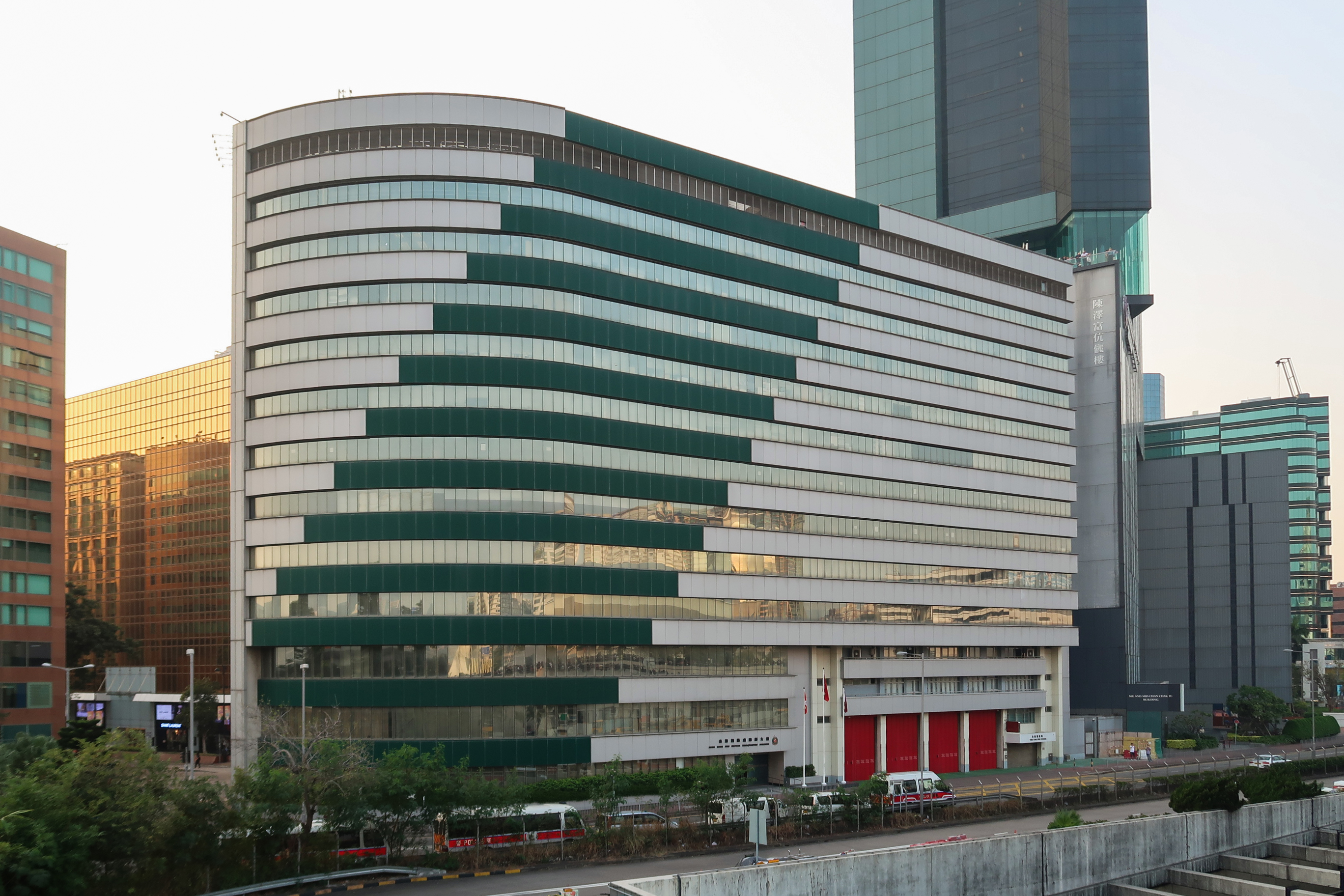
香港消防處總部大廈

香港消防處總部大廈（英語：Hong Kong Fire Services Headquarters Building）是香港消防處的總部，位於九龍尖沙咀東康莊道1號，辦公室樓高11層，另設3層的尖東消防局，設有16400平方米的辦公室用地。

## 歷史
消防處總部經過多番搬遷。第一代消防總部大廈位於中環德輔道中，即現時恒生銀行總行大廈的位置，1926年遷入。1960年，總部遷至干諾道中的李寶樁大廈。1963年再度遷移至皇后大道東的賀爾大樓，再於1967年遷移至北角渣華道。後來政府斥資5200萬港元興建尖東消防總部，新大樓於1984年3月動工，工期兩年，其後超支至7000萬港元。1986年12月15日起由北角總部開始遷移至尖東，於1987年2月26日正式揭幕，由時任消防處處長何萬勝主持典禮。

## 消防通訊中心

### 第二代消防通訊中心
第二代消防通訊中心設於消防處總部十樓及十一樓，於1990年啟用，調派過程及記錄處理均由電腦化調派系統協助，處理召喚時間亦大幅縮短至60秒左右。

### 第三代消防通訊中心
由於緊急召喚數目增加，緊急服務性質越來越複雜，而且調派程序較十年前又相對繁複，第二代調派系統已日漸老化，加上數年後市場上便會沒有合適的零件可供更換，到2003年，第二代調派系統的使用年限便會屆滿。香港消防處需要一個更強大的調派系統。
在2001年3月香港消防處把總值四億四千五百萬元的合約，批給新加坡工程軟體有限公司。第三代消防通訊中心於2005年啟用，設於消防處總部一樓至三樓。全套系統由二十一個子系統所組成，讓消防處能更迅速地確認其緊急車輛的識別及即時位置，從而作出最適當的資源調派。藉著新建立的無線數碼網絡，第三代調派系統所提供的各樣自動化功能大幅改善文字及圖像的傳輸能力。

## 尖東消防局

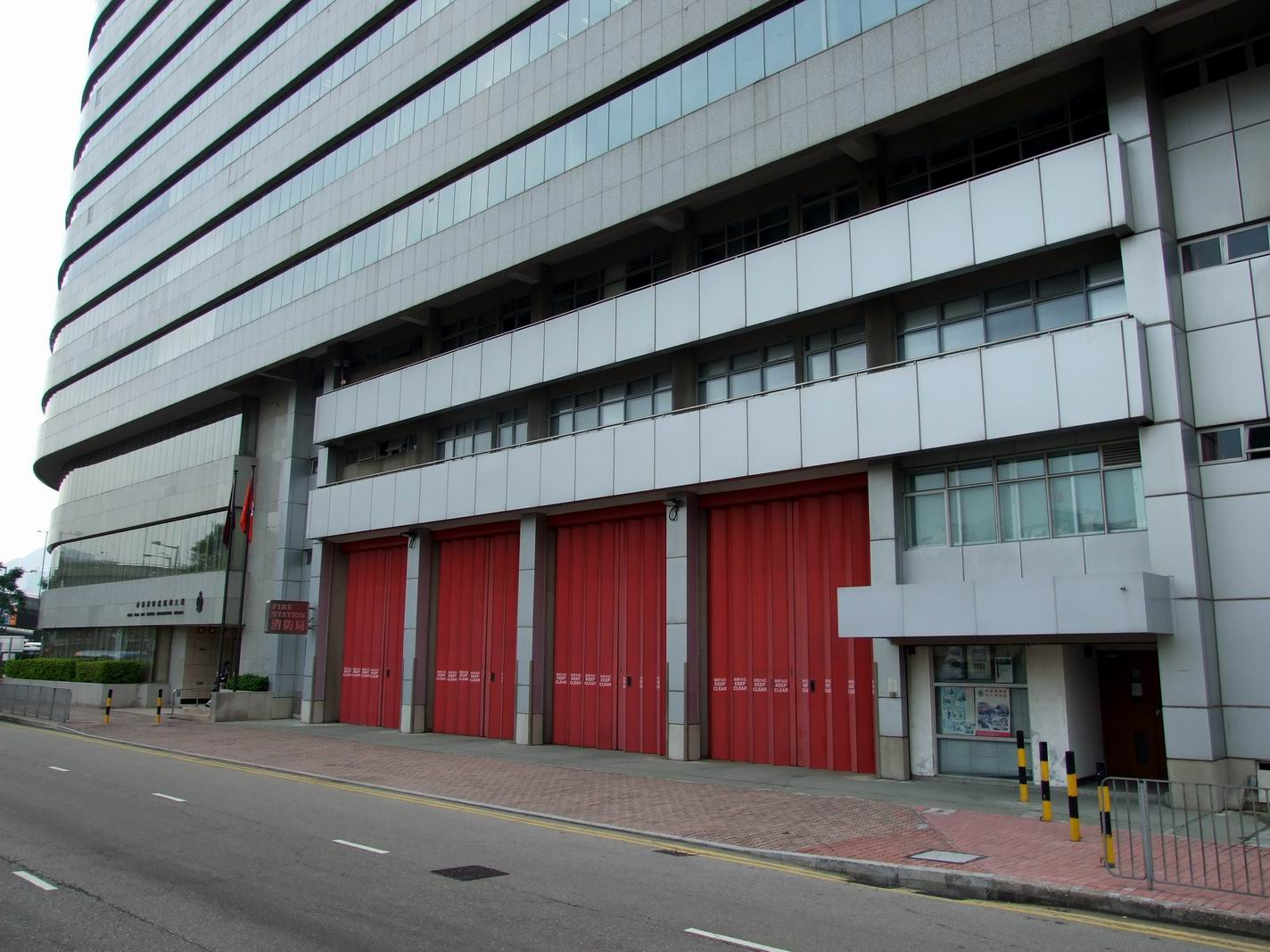
尖東消防局

負責尖東地區（包括紅磡站一帶及理工大學）火警及救護工作。

## 軼事
位於大樓內的消防通訊中心曾發生系統運作緩慢及錯誤調派消防車等事件，影響消防及救護服務。
另外，有報導指大樓的職員食堂被外界人士濫用，影響紀律部隊形象及大樓的保安。其後餐廳的樓層被拆除。
2013年7月12日，大樓的一間電腦伺服器房的光管火牛懷疑過熱冒煙，火警鐘大鳴。毗鄰尖東消防局出動近半百人戒備，時任消防處處長陳楚鑫與400名職員自行疏散，其中一名女文員走火時感頭暈不適，但毋須送院，事件無影響消防總部及消防局運作。

## 相關參見
- 香港消防局列表
- 消防通訊中心

## 外部連結
- 香港消防控制組職員會 （页面存档备份，存于）
- 香港消防控制組職員會 Android App （页面存档备份，存于）
- 香港消防控制組職員會 iOS App （页面存档备份，存于）